# Complexe récréatif Gadbois
 (mars 2025).
Si vous disposez d'ouvrages ou d'articles de référence ou si vous connaissez des sites web de qualité traitant du thème abordé ici, merci de compléter l'article en donnant les références utiles à sa vérifiabilité et en les liant à la section « Notes et références ».

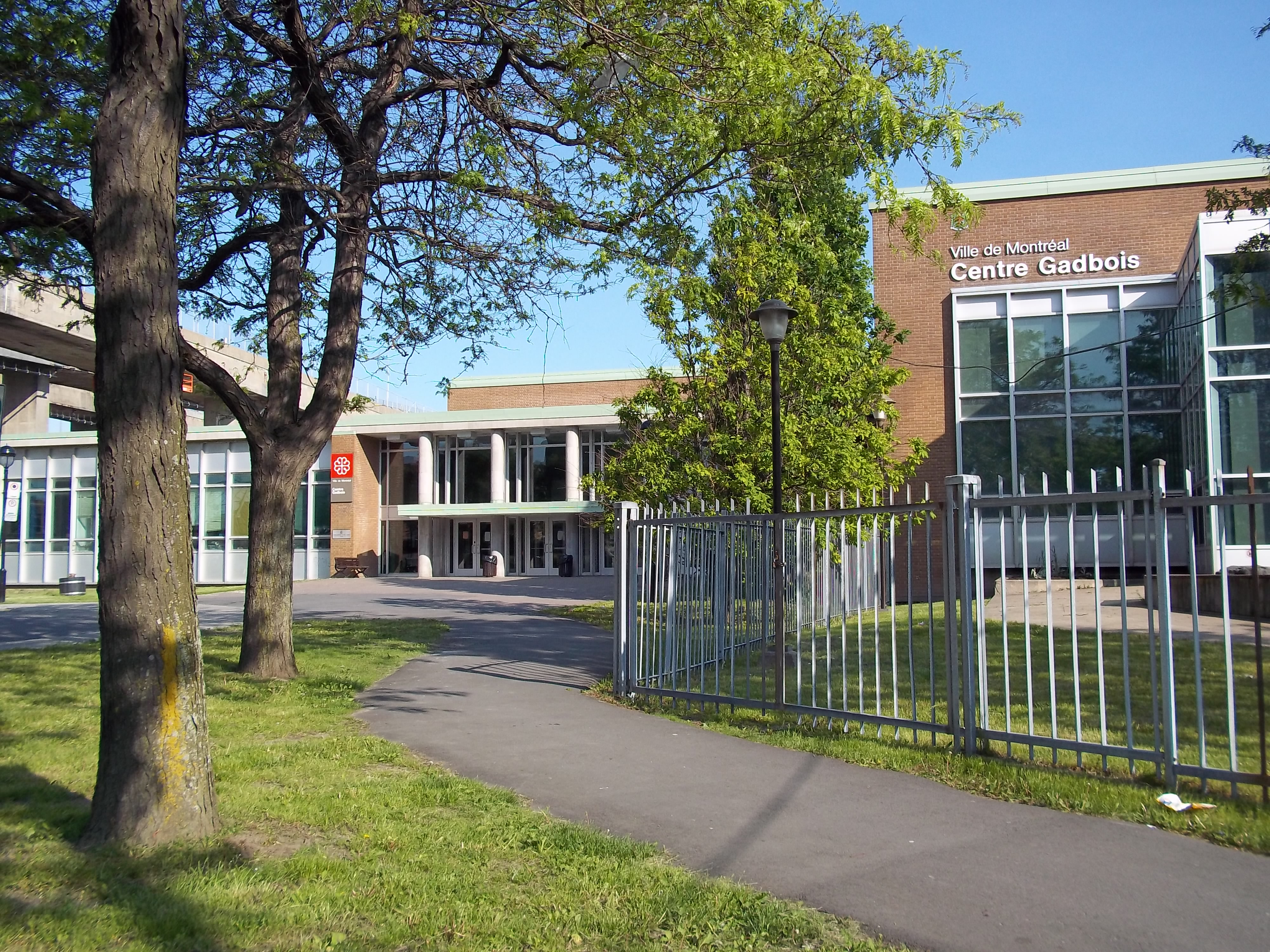
Entrée du Centre Gadbois

Le Complexe récréatif Gadbois, communément appelé le Centre Gadbois, est une installation sportive polyvalente, située dans l'arrondissement Le Sud-Ouest de la ville de Montréal (Canada).

## Survol
Le complexe récréatif Gadbois est le site officiel des Jeux du Sud-Ouest. Reconnu pour la qualité de ses installations, le complexe est le deuxième en importance à Montréal, après le complexe sportif Claude-Robillard, et le lieu de rassemblement des clubs sportifs de l’arrondissement.
Le complexe comporte deux arénas : l'aréna Sylvio Mantha et l'aréna Georges Mantha, une piscine (Club Aquatique du Sud-Ouest), un centre d'entrainement d'haltérophilie (Le Club Les Géants), des gymnases (Gym Les Géants de Montréal), un dojo de judo (le club Judo-Monde). On y pratique aussi entre autres le tir à l'arc (Les Archers du Sud-Ouest), le karaté, le badminton, hockey et patinage.

## Historique

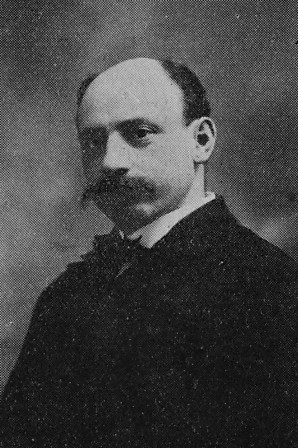
Joseph-Pierre Gadbois

Inauguré en octobre 1960 par l’honorable Sarto Fournier, alors maire de Montréal, le complexe honore la mémoire du docteur Joseph-Pierre Gadbois, directeur des terrains de Jeux de la Ville de Montréal de 1914 à 1930.

## Origine du nom
Tout a commencé avec un parc sans nom. Situé dans le quartier Notre-Dame-de-Grâce mais desservant surtout les quartiers Côte-Saint-Paul et Saint-Henri, on le désignait souvent comme le parc des Conseillers ou le parc Côte Saint-Paul en raison de la rue qui le bordait.
En 1959, le service des parcs suggère de le nommer « parc Gadbois ». Ce nom est adopté la même année. Il rend hommage à Joseph-Pierre Gadbois (1868-1930), surintendant des parcs et aussi considéré comme le père des terrains de jeux de Montréal.